# Ай У
Ай У (настоящее имя Тан Даогэн, 02 июня 1904, Синьфань, — 05 декабря 1992, Чэнду), — китайский писатель, публицист, эссеист, общественный деятель; расцвет творчества пришёлся на 1940-е — 1950-е годы.
В 1930-м году вступил в коммунистическую ячейку в Бирме и стал одним из первых «пролетарских писателей» на китайском языке. После победы Коммунистической партии Китая в гражданской войне и образования Китайской Народной Республики был одним из корифеев китайского Союза писателей. С 1964 по 1978 год, — в период «Культурной революции», — не публиковался; в дальнейшем публикации были довольно редкими, хотя «писать он не прекращал до самой смерти».
Раннее творчество отражает богатый опыт романтичного бродяги и сочный колорит колониальной эпохи. Книги зрелого периода более идеологизированы, посвящены борьбе трудового человека за достоинство и лучшее будущее. В поздние годы писал о переменах в жизни национальных меньшинств Китая. Сам Ай У на склоне лет лучшей своей книгой признавал сборник ранних рассказов «Ночь на юге» («南国之夜», Nanxing Ji, «Journey to the South», 1935).
На русском языке публиковался его роман «В огне рождается сталь» (М., 1959) и два сборника рассказов (М., 1956, 1962). Из сборника 1962 года «Банановая долина» один рассказ перепечатывался в 1974 и два — в 1981 годах.
Сборник «Банановая долина» (1937) переведён и на английский, но опубликован уже после смерти писателя (1993).

## Биография
Происходил из учительской семьи. Бедность не позволила ему закончить младшую школу, но и не помешала получить хорошее образование дома. В 1921 году поступил в Первый Педагогический Институт в столице своей провинции, Чэнду. В студенческой среде быстро проникся «левыми идеями» и принял участие в социалистическом движении. В 1925 году родители сосватали ему в своей деревне выгодную невесту. Спасаясь от гнетущей схоластики, нежеланного брака и уготованной колеи, юноша бросил учёбу и «бежал»: «Я пустился в бескрайний мир, веря лишь в труд и в самого себя».
Пешком отправился в Куньмин и дальше, на запад, в приграничные районы Юньнани, кишащие контрабандистами, повстанцами и искателями приключений всех мастей. Здесь, на границе между Бирмой и Китаем, он провёл около пяти лет. Изучил английский. Работал санитаром, конюхом, разнорабочим, пастухом, погонщиком, носильщиком, проводником.
В 1930 в Рангуне Ай У тяжело заболел. Жизнь ему спас земляк, — эмигрировавший в Бирму учитель каллиграфии из Сычуани. После выздоровления он помог Ай У устроиться в городе преподавателем младшей и средней школы, и, одновременно, репортёром, а потом корректором и редактором литературного приложения к местной газете. Тогда же Ай У вступил в Коммунистическую Партию Бирмы. В декабре 1930 был арестован «за подрывную деятельность, направленную против британского правительства».
В заключении Ай У, переполненный впечатлениями бурной жизни, впервые пробует писать.
Отсидев полгода, весной 1931, неблагонадёжный Ай У вынужденно покинул Рангун и через Гонконг и Макао в мае прибыл в Шанхай. Здесь его ждал одноклассник, друг и соратник, Ян Чаосин, тоже будущий писатель, известный больше под псевдонимом Ша Тин. Под его влиянием Ай У опубликовал свой первый рассказ и вступил в «Лигу левых писателей», — литературно-политическую ассоциацию, 5 членов которой были расстреляны властями буквально за три месяца до приезда Ай У в Шанхай.
29 ноября 1931 года Ай У и Ша Тин, начинающие писатели, отправили письмо признанному мэтру китайской литературы, Лу Синю. В письме они просили посоветовать, как лучше описывать свой исключительный опыт, встреченных удивительных людей и такие же удивительные события, происходящие вокруг. 25 декабря они получили от Лу Синя неожиданный ответ: «Деклассируйтесь. Почувствуйте единство со всеми. Постепенно преодолевайте свой опыт и своё сознание и тогда вам откроется новый путь».
В Шанхае Ай У провёл 12 лет, на протяжении которых написано и опубликовано множество рассказов, постепенно составивших полноценные авторские сборники — «Заметки скитальца» (1934), «Ночь на юге» (1935), «Банановая долина» (1937). Большая часть рассказов того времени посвящена описанию противоречий в жизни простых людей Бирмы и южного Китая, их борьбе за независимость, описанию самобытного языка, обычаев и романтичной атмосферы приграничных территорий.
В 1944 Ай У, как представитель Всекитайской Ассоциации работников литературы и искусства, занимался организацией ячейки «по отпору врага» в Гуйлине. Преследование властями Гоминьдана вынудило его бежать в Чунцин. В Чунцине он занял место декана в одном из высших учебных заведений и смог плодотворно работать: закончены автобиографический рассказ «Мои юные годы» (1944), сборник «Осенний урожай» (1944), повести «Щедрое поле», «Захолустье», «Трагедия женщины»; здесь же написан и опубликован его первый роман «Родные места» (1946).
В 1947 году в Чунцине начались массовые аресты коммунистов и демократов, и писатель вновь был вынужден бежать, — он вернулся в Шанхай. Здесь было опубликовано второе его крупное произведение, — военно-патриотический роман «В горах» (1948), закрепивший за ним славу одного из лучших писателей своего времени и сыгравший важную роль в его карьере.
После установления в 1949 году Китайской Народной Республики Ай У занимал руководящие посты в Департаменте культуры Чунцина, в президиуме Союза китайских писателей, во Всекитайской Федерации литературы и искусства. По должности много путешествовал по стране и во время странствий продолжал собирать материалы для своих книг. В 1957 году Ай У вступил в КПК и некоторое время возглавлял партбюро на крупном металлургическом комбинате. Активно издавался: сборник «Новый дом», «Возвращение ночью» (1957), роман «В огне рождается сталь» (1958).
1961 году Ай У занял место почётного председателя сычуаньского отделения Союза китайских писателей. В том же году закончил работу над второй частью сборника рассказов «Заметки скитальца», опубликованной в 1964 году; после этой публикации начался период пятнадцатилетнего вынужденного молчания.
В годы Культурной Революции Ай У не мог опубликовать ни одной своей книги. Запрет на деятельность длился до 1978 года. После Культурной революции, несмотря на уже преклонный возраст, Ай У продолжал писать. Были опубликованы «Весенний туман», «Ветер и волны» (1987) и другие произведения.
Умер от пневмонии в 1992 году. Похоронен в городе Чэнду, ко времени его смерти уже поглотившем родную деревню. Могила обустроена в уединенной бамбуковой роще в парке Гуйху, облицована красным камнем;  над могилой установлен бронзовый бюст писателя с каллиграфической надписью у подножия «Могила Ай У». Перед могилой расположен камень, на котором вырезана цитата из его книги: «Человек должен походить на поток — не переставать, журча, двигаться вперёд, даже когда мешают и теснят камни».

## Избранные сочинения
- «Заметки скитальца» («南行记», «Нань син цзи» // Сборник рассказов), 1935—1983
- «Ночь на юге» («南国之夜», «Наньго чжи е» // Сборник рассказов), 1935
- «Банановая долина» («芭蕉谷», «Бацзяо гу» // Сборник рассказов), 1937
- «Родные места» («故乡», «Гусян» // Роман), 1947
- «В огне рождается сталь» («百炼成钢», «Байлянь чэнган» // Роман), 1958
- «Ветер и волны» («风波», «Фэнбо» // Роман), 1987

## Переводы на русский
Ай У. Рассказы / Пер. и предисл. В. Семанова. М., 1956;
Ай У. В огне рождается сталь: Роман / Пер. С. Иванько. М., 1959; 
Ай У. Банановая долина: Повести, рассказы / Пер. и предисл. В. Сорокина. М., 1962. 
Ай У. Жена Ши Цина: Рассказ / Пер. Т. Сорокиной; Сквозь сумрак: Рассказ / Пер. В. Сорокина // Избранные произведения писателей Дальнего
Востока. М., 1981, с. 6–38.